# Horní Kněžeklady
Horní Kněžeklady (en allemand : Ober Kniescheklad) est une commune du district de České Budějovice, dans la région de Bohême-du-Sud, en République tchèque. Sa population s'élevait à 109 habitants en 2023.

## Géographie
Horní Kněžeklady se trouve à 6 km au sud-est de Týn nad Vltavou, à 25 km au nord de České Budějovice et à 99 km au sud de Prague.
La commune est limitée par Dobšice au nord, par Žimutice et Modrá Hůrka à l'est et par Žimutice au sud et à l'ouest.

## Histoire
La première mention écrite du village date de 1318.

## Galerie

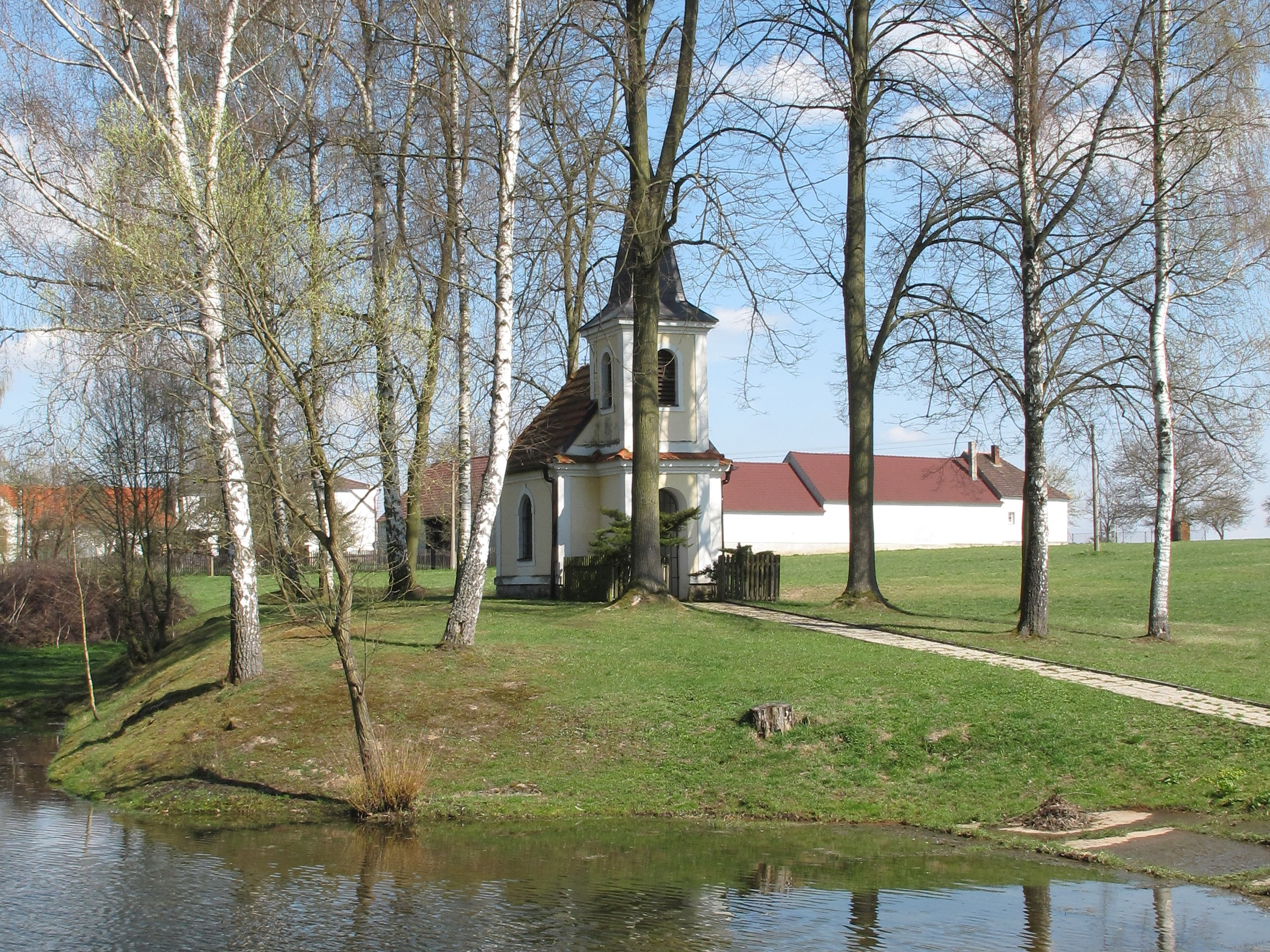
Chapelle à Dolní Kněžeklady.
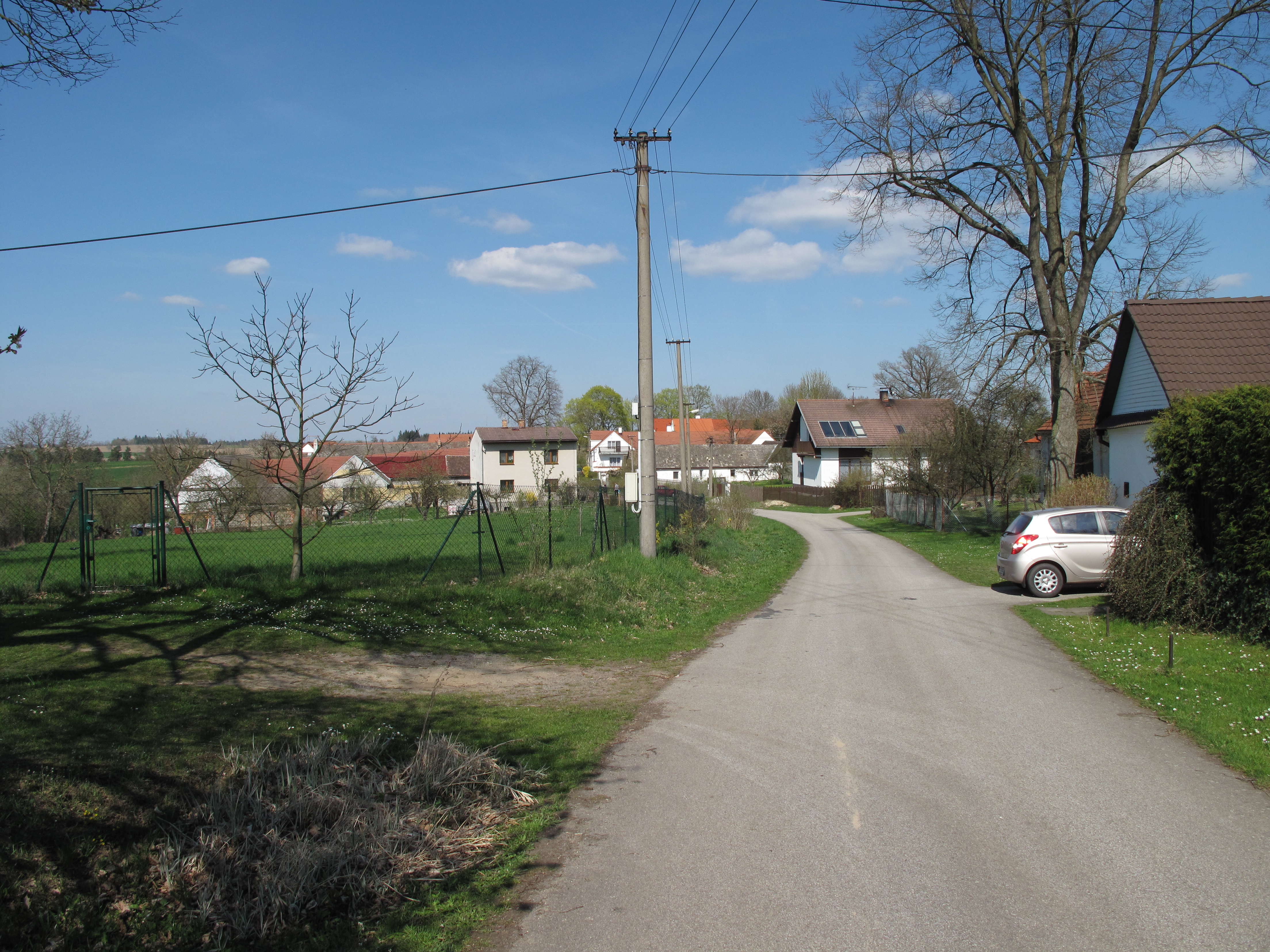
Rue de Dolní Kněžeklady.

## Transports
Par la route, Horní Kněžeklady se trouve à 8 km de Týn nad Vltavou, à 32 km de České Budějovice et à 126 km de Prague.